# ۱۱۰۸ (قمری)
۱۱۰۸ (قمری)، هزار و صد و هشتمین سال در گاهشماری هجری قمری است. اول محرم این سال برابر با سی و یکم ژوئیه سال ۱۶۹۶ میلادی است.